# Capresesalat
Capresesalat (italiensk: insalata caprese eller blot caprese; [kaˈpreːze]) er en enkel italiensk salat af skiver af frisk mozzarella, tomater og sød basilikum krydret med salt og olivenolie og gerne tilsat rucola. Den bliver serveret på en tallerken på restauranter. Ligesom pizza margherita er den grøn, hvid og rød som Italiens flag. Den er en antipasto (forret) ikke et contorno (tilbehør) og kan spises når som helst på dagen.

## Varianter
Variationer af capresesalat kan indeholde italiensk dressing eller pesto i stedet for olivenolie eller balsamicoeddike ud over den. Oliven, rucola eller romainesalat for at komplementere smagen af basilikum. Oregano eller sort peber kan tilsættes.
- Salat med mozarella og tomater
- Capresesalat på spyd som kanape